# Albert Trévidic
Pour les articles homonymes, voir Trévidic.
Albert Trévidic, né le 8 juin 1921 à Plouguer (Finistère) et mort le 14 juillet 2012 à Carhaix-Plouguer, est un militant de la langue et de la culture bretonne. Il participe au renouveau des festoù noz, procède à des collectages de chansons, fonde le cercle celtique d'Ahès de Carhaix et participe à la fondation du bagad des cheminots de Carhaix. Il a également été secrétaire général de la Fédération des amis de la lutte et des sports et jeux d'adresse de Bretagne (FALSAB).

## Biographie

### Vie personnelle
Albert Trévidic est né à Plouguer (aujourd'hui Carhaix-Plouguer) dans un milieu bretonnant. Il devient instituteur puis économe à l’hôpital de Carhaix, il a consacré sa vie à la défense de la langue et de la culture bretonnes.

### Du collectage à l'action culturelle
Avec Polig Montjarret, il procède à de nombreux collectages de chansons, Polig Montjarret notant les airs tandis qu'Albert Trévidic copie les textes. 
Il crée en 1947 avec Jean Allix le cercle celtique d'Ahès de Carhaix. Il participe également avec Per Roy à la fondation en 1950 de la confédération Kendalc'h.
Il participe également en 1947 à la création par Polig Montjarret du bagad des Cheminots de Carhaix (Kevrenn Paotred An Hent-Houarn en breton), qui existera jusqu'en 1968. Le bagad sera l'ancêtre du bagad Karaez créé en 1993.
Il est, avec Loeiz Roparz, à l'origine du renouveau des festoù-noz,. Le dictionnaire du patrimoine breton indique que « Loeiz Roparz et Albert Trévidic sont les pères du renouveau des festoù-noz au milieu des années 1950 ». C'est ainsi que c'est sous leur impusion que la tradition renaît en Haute-Cornouaille (en 1955) avec plusieurs adaptations : les chanteurs se séparent des danseurs, le couple biniou-bombarde s'ajoute au kan ha diskan et le cadre est en général une salle des fêtes. Le premier fest-noz en salle se tient en octobre 1955 à Poullaouen. Patrick Malrieu, fondateur de Dastum, indique que c'est à Albert Trévidic que l'on doit les premières participations des sœurs Goadec dans les festoù-noz.
Homme de précision, il s'applique à noter tous les événements auxquels il participe. André Arhuéro, directeur artistique de la Kevrenn Alré, dépositaire des carnets d'Albert Trévidic, conduit depuis 2010 un travail de retranscription,. 
Le 29 septembre 1990, Albert Trévidic reçoit le collier de l'ordre de l'Hermine, plus haute distinction pour ceux qui ont œuvré pour la culture bretonne.

### Au service du sport breton
Il exerce durant de nombreuses années la fonction de secrétaire général à la Fédération des amis de la lutte et des sports et jeux d'adresse de Bretagne (FALSAB) qui regroupe les pratiquants du gouren (lutte bretonne).
Il participe tout le long de sa vie à l'arbitrage de tournois et des championnats de lutte bretonne.

### Sources
- ArMen, Michel Colleu (codirection), Laurent Bigot (codirection) et Yves Labbé (codirection), Musique bretonne : Histoire des sonneurs de tradition, t. 1, Douarnenez, éd. Le Chasse-Marée - ArMen, 1996, 512 p. (ISBN 2-903708-67-3)
- Alain Croix (codirection) et Jean-Yves Veillard (codirection), Dictionnaire du patrimoine breton, Rennes, éd. Apogée, septembre 2001, 2e éd. (1re éd. 2000), 1 112 (ISBN 2-84398-099-2)
- « La mémoire d'Albert Trévidic à transcrire », Le Télégramme,‎ 29 janvier 2010 (lire en ligne)
- « Kevrenn Alre / collectage carnets (période de 1942 à 1968) du Kreiz Breizh de Albert Trévidic », sur flickr, Yahoo!, 30 janvier 2010 (consulté le 3 octobre 2012)
- « Décès d'Albert Trévidic », Agence Bretagne Presse, 15 juillet 2012
- « La culture bretonne perd l'un de ses plus ardents défenseurs - Carhaix », Ouest-France,‎ 15 juillet 2012 (lire en ligne)
- « Albert Trévidic fondateur du cercle celtique », Le Télégramme,‎ 16 juillet 2012 (lire en ligne)
- Patrick Malrieu, « Disparition d'Albert Trévidic, un grand serviteur de la culture bretonne », Agence Bretagne Presse, 18 juillet 2012
- Ifig Troadec, « Albert Trévidic », Musique bretonne, no 233,‎ octobre-novembre-décembre 2012, p. 18-19 (ISSN 0241-3663)